# Antitusik
Antitúsik (tudi tusisedatív) je zdravilo, ki pomirja kašelj, s tem da zavirajo refleks kašlja. Antitusiki se uporabljajo zoper suhi kašelj, torej kašelj, ki ga ne spremlja izmeček. 

## Centralno delujoči antitusiki
Kot antitusiki se lahko uporabljajo opioidne učinkovine, ki zavirajo center za kašelj v možganskem deblu. Med antitusične opioidne učinkovine sodijo na primer kodein, dihidrokodein, noskapin in hidrokodon. Te učinkovine imajo tudi sedativen učinek in izkazujejo zasvojljivost, zato obstaja nevarnost zlorab.
Novejše učinkovine, ki zavirajo center za kašelj, ne povzročajo zasvojenosti ter ne pomirjajo. Takšna učinovina je na primer klobutinol. 

## Periferno delujoči antitusiki
Med periferno delujoče antitusike spadajo lokalni anestetiki, ki zavirajo vzdraženje živcev v žrelu in tako preprečijo dražljaju, da bi preko živcev spodbudil center za kašelj. Pipazetat je primer periferno delujočega antitusika in deluje lokalno anestetično na žrelno sluznico.
Antitusično delujejo tudi snovi, ki obložijo sluznico žrela in tako preprečijo draženje. Običajno gre za pripravke iz zdravilnih rastlin, ki vsebujejo sluzi (na primer slezov sirup).